# Боливар, Хосе
Хосе́ Вида́ль Боли́вар Орме́ньо (исп. José Vidal Bolívar Ormeño; родился 17 января 2000 года, Лима, Перу) — перуанский футболист, нападающий клуба «Университарио».

## Клубная карьера
Боливар — воспитанник клуба «Универсидад Сан-Мартин». 23 апреля 2016 года в матче против «Хуан Аурич» он дебютировал в перуанской Примере, в возрасте 16 лет. 4 февраля 2018 года в поединке против «Аякучо» Хосе забил свой первый гол за «Универсидад Сан-Мартин».

## Международная карьера
В начале 2015 года Боливар в составе юношеской сборной Перу принял участие в юношеском чемпионате Южной Америки в Парагвае. На турнире он сыграл в матчах против команд Венесуэлы и Колумбии.
В 2017 года Боливар во второй раз принял участие в юношеском чемпионате Южной Америки в Чили. На турнире он сыграл в матчах против команд Бразилии, Аргентины и Парагвая.